# Liberty Belle
Liberty Belle is een nummer van de Ierse indierockband Fontaines D.C. uit 2020. Het is de eerste single van hun debuutalbum Dogrel.
"Liberty Belle" gaat over Dublin, de thuisstad van de band. De titel verwijst naar de Dublinse arbeiderswijk The Liberties, waar diverse bandleden zijn opgegroeid, en in de tekst worden de problemen in deze wijk aan de kaak gesteld. Frontman Grian Chatten vertelt wat hij steeds in de wijk zal, als hij wandelde naar zijn werk wandelt: "Ik werd geconfronteerd met huiselijk geweld, bloedneuzen, heroïneverslaafden opgerold in telefooncellen, racisme en ik verwerkte het door naar mijn iPod te luisteren". Het nummer bereikte de Nederlandse Top 40 of Tipparade niet, wel werd het opgepikt door radiozender NPO 3FM, dat het bombardeerde tot 3FM Megahit. Ook bereikte het de 22e positie in de Mega Top 30 van dat station.

## Tracklijst
- Muziekdownload

1. "Libety Belle" - 2:32